# TCR Europe Touring Car Series 2024
La stagione 2024 delle TCR Europe Touring Car Series è la settima edizione del campionato nato dalla fusione tra coppa europea turismo e TCR Trophy Europe. È iniziata il 19 aprile al Vallelunga e terminerà il 29 settembre a Valencia.

## Scuderie e piloti
| Scuderia                 | Vettura                      | #   | Pilota              | Gare |
| ------------------------ | ---------------------------- | --- | ------------------- | ---- |
| SP Compétition           | CUPRA Leon VZ TCR            | 7   | Aurélien Comte      | 1-   |
| SP Compétition           | CUPRA Leon VZ TCR            | 34  | Giovanni Scamardi   | 1-   |
| Baldan Group by Comtoyou | Audi RS3 LMS TCR II          | 8   | Nicola Baldan       | 1-   |
| MA:GP                    | Lynk & Co 03 TCR             | 10  | Viktor Andersson    | 1-   |
| GOAT Racing              | Honda Civic Type R TCR (FL5) | 11  | Rubén Fernández     | 1-   |
| GOAT Racing              | Honda Civic Type R TCR (FL5) | 19  | Felipe Fernández    | 1-   |
| GOAT Racing              | Honda Civic Type R TCR (FL5) | 33  | Santiago Concepción | 2-   |
| GOAT Racing              | Honda Civic Type R TCR (FL5) | 62  | Dušan Borković      | 1    |
| Monlau Motorsport        | CUPRA Leon VZ TCR            | 21  | Eric Gené           | 1-   |
| Monlau Motorsport        | CUPRA Leon VZ TCR            | 72  | Franco Girolami     | 1-   |
| Monlau Motorsport        | CUPRA Leon VZ TCR            | 110 | Viktor Davidovsky   | 1-   |
| ALM Motorsport           | Honda Civic Type R TCR (FL5) | 23  | Ignacio Montenegro  | 1-   |
| ALM Motorsport           | Honda Civic Type R TCR (FL5) | 27  | Ruben Volt          | 1-   |
| ALM Motorsport           | Honda Civic Type R TCR (FL5) | 64  | Levente Losonczy    | 1-   |
| MAIR Racing Osttirol     | Audi RS3 LMS TCR             | 42  | Sandro Soubek       | 3    |

## Calendario
| Gara | Gara | Circuito                      | Data         | Supporto                                          |
| ---- | ---- | ----------------------------- | ------------ | ------------------------------------------------- |
| 1    | G1   | Autodromo di Vallelunga       | 20 aprile    | TCR World Tour TCR Italy Touring Car Championship |
| 1    | G2   | Autodromo di Vallelunga       | 21 aprile    | TCR World Tour TCR Italy Touring Car Championship |
| 2    | G3   | Circuito di Zolder            | 18 maggio    | Campionato belga gran turismo                     |
| 2    | G4   | Circuito di Zolder            | 19 maggio    | Campionato belga gran turismo                     |
| 3    | G5   | Salzburgring                  | 1º giugno    |                                                   |
| 3    | G6   | Salzburgring                  | 2 giugno     |                                                   |
| 4    | G7   | Circuito di Spa-Francorchamps | 5 luglio     | 25 Ore Fun Cup                                    |
| 4    | G8   | Circuito di Spa-Francorchamps | 6 luglio     | 25 Ore Fun Cup                                    |
| 5    | G9   | Circuito di Brno              | 8 settembre  | TCR Eastern Europe Trophy Formula 4 CEZ           |
| 5    | G10  | Circuito di Brno              | 9 settembre  | TCR Eastern Europe Trophy Formula 4 CEZ           |
| 6    | G11  | Circuito di Valencia          | 28 settembre | Iberian SuperCars 7 Racing Eurocup                |
| 6    | G12  | Circuito di Valencia          | 29 settembre | Iberian SuperCars 7 Racing Eurocup                |

## Risultati e classifiche

### Gare
| Gara | Circuito          | Pole position   | Giro veloce      | Pilota vincitore | Scuderia vincitrice      |
| ---- | ----------------- | --------------- | ---------------- | ---------------- | ------------------------ |
| 1    | Vallelunga        | Franco Girolami | Franco Girolami  | Franco Girolami  | Monlau Motorsport        |
| 2    | Vallelunga        |                 | Aurélien Comte   | Aurélien Comte   | SP Compétition           |
| 3    | Zolder            | Nicola Baldan   | Nicola Baldan    | Nicola Baldan    | Baldan Group by Comtoyou |
| 4    | Zolder            |                 | Felipe Fernández | Levente Losonczy | ALM Motorsport           |
| 5    | Salzburgring      | Franco Girolami | Franco Girolami  | Franco Girolami  | Monlau Motorsport        |
| 6    | Salzburgring      |                 | Levente Losonczy | Ruben Volt       | ALM Motorsport           |
| 7    | Spa-Francorchamps |                 |                  |                  |                          |
| 8    | Spa-Francorchamps |                 |                  |                  |                          |
| 9    | Brno              |                 |                  |                  |                          |
| 10   | Brno              |                 |                  |                  |                          |
| 11   | Valencia          |                 |                  |                  |                          |
| 12   | Valencia          |                 |                  |                  |                          |